# Boca Raton Bowl
Le Boca Raton Bowl est, à partir de décembre 2014, un match annuel d'après-saison régulière de football américain et de niveau universitaire qui se déroule à Boca Raton en Floride au FAU Stadium (stade de l'université de Florida Atlantic).
L’événement est la propriété et est géré par la société ESPN Events.
Les matchs sont retransmis en télévision par ESPN.

## Histoire

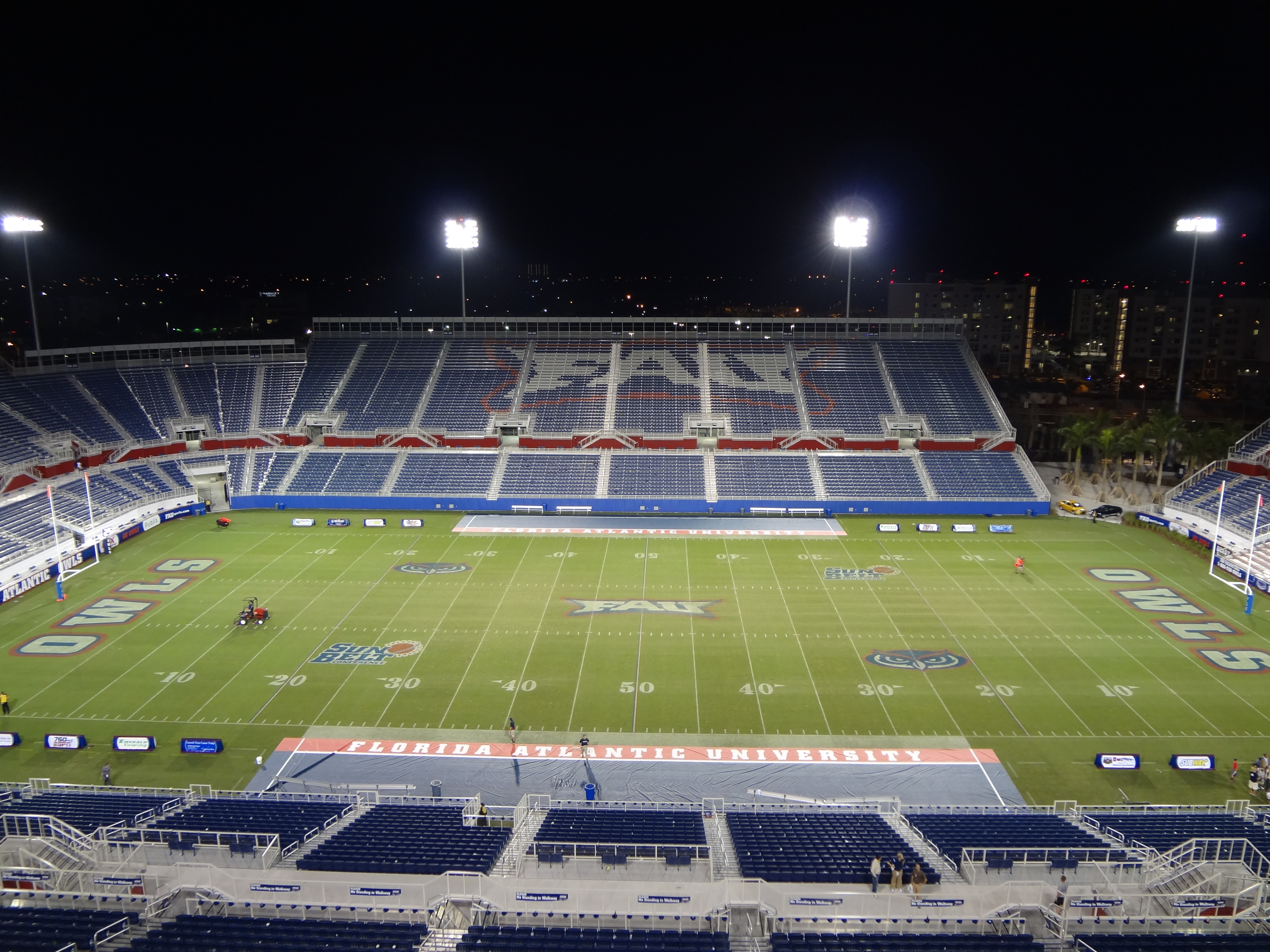
Stade FAU Stadium de nuit

Le bowl a été mis sur pied par la chaîne de réseau de télévision ESPN.
Cette société est propriétaire de l'événement.
Elle a conclu un partenariat privilégié avec la Mid-American Conference qui est garantie d'envoyer une de ses équipes pendant au moins les six premières années du bowl.
La première édition est remportée par le Thundering Herd de Marshall.

## Liens avec les conférences
Une équipe issue de la Mid-American Conference (MAC) a été sélectionnée pour le match de 2014 qui les a opposé à une équipe issue de la Conference USA (C-USA). En 2015, l'aquipe de la MAC a été opposée à une équipe issue de la conférence American Athletic Conference (AAC).
En 2016 et 2017, la C-USA et l'AAC devaient envoyer une équipe à la suite de contrat les liant au bowl : en 2016, la C-USA a été représentée par les Hilltoppers de Western Kentucky et l'AAC par les Tigers de Memphis tandis qu'en 2017, la C-USA représentée par les Owls de Florida Atlantic fut opposée aux Zips d'Akron en provenance de la Mid-American Conference.
Un représentant de la MAC a également joué en 2018.
Depuis la saison 2019, les trois conférences (AAC, C-USA et MAC) sont liées au bowl et fournissent une équipe en fonction des possibilités.

## Sponsoring
Aucun sponsor n'a acquis les droits du nom du bowl pour l'édition de 2014.
Le 6 octobre 2015, la société Marmot (société de vêtements et d'articles de sport de plein air) se porte sponsor du nom du bowl ce qui implique que le nom officiel du bowl devient le Marmot Boca Raton Bowl. Ce sponsoring est renouvelé pour l'édition de 2016.
Le 1er décembre 2017, l'entreprise de boissons basée à New York et dénommée Cheribundi Tart Cherry' prend la relève du sponsoring.
Le 3 décembre 2020, la société RoofClaim.com devient le nouveau sponsor du nom du bowl avec un contrat portant jusqu'en fin de saison 2023.

## Ancien logo

Logo sans sponsor.
Logo de 2015 à 2016.
Logo de 2017 à 2019.

## Palmarès
M.à.j. le 19 décembre 2024
(nbre de victoires-nbre de défaites) = statistiques de l'équipe au terme de la saison en ce y compris le résultat du bowl.
| Dates            | Gagnants                               | Scores  | Perdants                                | Assistances | Conférences      | Notes     |
| ---------------- | -------------------------------------- | ------- | --------------------------------------- | ----------- | ---------------- | --------- |
| 23 décembre 2014 | Thundering Herd de Marshall (13-1)     | 52 - 23 | Huskies de Northern Illinois (11-3)     | 29 419      | C-USA - MAC      | Note      |
| 22 décembre 2015 | Rockets de Toledo (10-3)               | 32 - 17 | #24 Owls de Temple (10-4)               | 25 908      | MAC - AAC        | Note      |
| 20 décembre 2016 | Hilltoppers de Western Kentucky (11-3) | 51 - 31 | Tigers de Memphis (8-5)                 | 24 726      | C-USA - AAC      | Note      |
| 19 décembre 2017 | Owls de Florida Atlantic (10-3)        | 50 - 03 | Zips d'Akron (7-6)                      | 25 912      | C-USA - MAC      | Note      |
| 18 décembre 2018 | Blazers de l'UAB (10-3)                | 37 - 13 | Huskies de Northern Illinois (8-5)      | 22 614      | C-USA - MAC      | Note      |
| 21 décembre 2019 | Owls de Florida Atlantic (10-3)        | 52 - 28 | Mustangs de SMU (10-2)                  | 23 187      | C-USA - AAC      | Note      |
| 22 décembre 2020 | Cougars de BYU (10-1)                  | 49 - 23 | Knights de l'UCF (6-3)                  | 0           | Ind. - AAC       | Note      |
| 18 décembre 2021 | Hilltoppers de Western Kentucky (8-5)  | 59 - 38 | Mountaineers d'Appalachian State (10-3) | 15 429      | C-USA - Sun Belt | Note (en) |
| 20 décembre 2022 | Rockets de Toledo (8-5)                | 21 - 19 | Flames de Liberty (8-4)                 | 20 622      | MAC - Ind.       | Note      |
| 21 décembre 2023 | Bulls de South Florida (6-6)           | 45 - 0  | Orange de Syracuse (6-6)                | 20 711      | AAC - ACC        | Note (en) |
| 18 décembre 2024 | Dukes de James Madison (8-4)           | 27 - 17 | Hilltoppers de Western Kentucky (8-5)   | 15 808      | Sun Belt - C-USA | Note      |

## Meilleurs joueurs du Bowl (MVPs)
| Saisons | Systèmes      | Joueurs                | Équipes                | Postes |
| ------- | ------------- | ---------------------- | ---------------------- | ------ |
| 2014    |               | Rakeem Cato (en)       | Marshall               | QB     |
| 2015    | Attaque       | Phillip Ely            | Toledo                 | QB     |
| 2015    | Défense       | Ju'Wuan Woodley        | Toledo                 | LB     |
| 2016    | Attaque       | Anthony Wales          | Western Kentucky       | RB     |
| 2016    | Défense       | Keith Brown            | Western Kentucky       | LB     |
| 2017    | Attaque       | Jason Driskel          | FAU                    | QB     |
| 2017    | Défense       | Azeez Al-Shaair (en)   | FAU                    | LB     |
| 2018    | Attaque       | Xavier Ubosi           | UAB                    | WR     |
| 2018    | Défense       | Anthony Rush (en)      | UAB                    | NT     |
| 2019    | Attaque       | Chris Robison          | FAU                    | QB     |
| 2019    | Défense       | Rashad Smith (en)      | FAU                    | LB     |
| 2019    | Éq. Spéciales | Matt Hayball           | FAU                    | P      |
| 2020    | Attaque       | Zach Wilson            | BYU                    | QB     |
| 2020    | Défense       | Keenan Pili            | BYU                    | LB     |
| 2020    | Éq. Spéciales | Caleb Christensen      | BYU                    | KR     |
| 2021    | Attaque       | Bailey Zappe (en)      | Western Kentucky       | QB     |
| 2021    | Défense       | Antwon Kincaid         | Western Kentucky       | DB     |
| 2021    | Éq. Spéciales | John Haggerty III (en) | Western Kentucky       | P      |
| 2022    | Attaque       | Dequan Finn (en)       | Toledo                 | QB     |
| 2022    | Défense       | Nate Givhan            | Toledo                 | LB     |
| 2022    | Éq. Spéciales | Thomas Cluckey         | Toledo                 | K      |
| 2023    | Attaque       | Byrum Brown            | Bulls de South Florida | QB     |
| 2023    | Défense       | Daquan Evans           | Bulls de South Florida | DB     |
| 2023    | Éq. Spéciales | Aamaris Brown          | Bulls de South Florida | DB     |
| 2024    | Attaque       | J.C. Evans             | James Madison          | QB     |
| 2024    | Défense       | DJ Barksdale           | James Madison          | NB     |
| 2024    | Éq. Spéciales | Ryan Hanson            | James Madison          | P      |

## Statistiques par Conférences
M.à.j. le 19 décembre 2024
| Conférences | Gagnés | Perdus | %    |
| ----------- | ------ | ------ | ---- |
| C.USA       | 6      | 1      | 85,7 |
| MAC         | 2      | 3      | 40,0 |
| Ind.        | 1      | 1      | 50,0 |
| AAC         | 1      | 4      | 20,0 |
| Sun Belt    | 1      | 1      | 50,0 |
| ACC         | 0      | 1      | 00,0 |

## Statistiques par Équipes
M.à.j. le 19 décembre 2024
| Rang | Équipes           | Apparitions | G-(N)-P |
| ---- | ----------------- | ----------- | ------- |
| 1    | Western Kentucky  | 3           | 2-1     |
| 2    | FAU               | 2           | 2-0     |
| 2    | Toledo            | 2           | 2-0     |
| 4    | BYU               | 2           | 1-0     |
| 4    | James Madison     | 1           | 1-0     |
| 4    | Marshall          | 1           | 1-0     |
| 4    | South Florida     | 1           | 1-0     |
| 4    | UAB               | 1           | 1-0     |
| 9    | Akron             | 1           | 0-1     |
| 9    | Appalachian State | 1           | 0-1     |
| 9    | Liberty           | 1           | 0-1     |
| 9    | Memphis           | 1           | 0-1     |
| 9    | SMU               | 1           | 0-1     |
| 9    | Syracuse          | 1           | 0-1     |
| 9    | Temple            | 1           | 0-1     |
| 9    | UCF               | 1           | 0-1     |
| 15   | Northern Illinois | 2           | 0-2     |